# اقتصاد الإكوادور
اقتصاد الإكوادور هو ثامن أكبر اقتصاد في أمريكا اللاتينية والرقم 69 في العالم من حيث إجمالي الناتج المحلي. يعتمد اقتصاد الإكوادور على تصدير النفط والموز والروبيان (الجمبري) والذهب والمنتجات الزراعية الأولية الأخرى وتحويل الأموال من المهاجرين الإكوادوريين العاملين في الخارج. شكلت التحويلات الخارجية عام 2017 2.7% من الناتج المحلي الإجمالي للبلاد. بلغ إجمالي التجارة 42% من الناتج المحلي الإجمالي للإكوادور عام 2017. تعتمد البلاد كثيرًا على مواردها البترولية. عام 2017، شكل النفط حوالي ثلث إيرادات القطاع العام و 32% من عائدات التصدير. تعتبر الإكوادور واحدة من أصغر أعضاء أوبك وهي تنتج حوالي 531300 برميل من النفط يوميًا بحسب أرقام العام 2017، كما أنها أكبر مصدر للموز في العالم (3.38 مليار دولار عام 2017) ومصدر رئيسي للجمبري (3.06 مليار دولار عام 2017). نمت صادرات المنتجات غير التقليدية مثل الزهور (846 مليون دولار عام 2017) والأسماك المعلبة (1.18 مليار دولار عام 2017) في السنوات الأخيرة. كان اقتصاد الإكوادور يعتمد في الماضي إلى حد كبير على الصناعات الأولية مثل الزراعة والبترول وزراعة الأسماك والأحياء المائية. أدت التحولات في اتجاهات السوق العالمية وتطوير التكنولوجيا إلى التنمية الاقتصادية لقطاعات أخرى مثل المنسوجات والمواد الغذائية المصنعة والمعادن وقطاع الخدمات. بين عامي 2006 و 2014، بلغ متوسط نمو الناتج المحلي الإجمالي 4.3%، مدفوعًا بارتفاع أسعار النفط وبالتمويل الخارجي. من عام 2015 حتى عام 2018، بلغ متوسط نمو الناتج المحلي الإجمالي 0.6% فقط. أطلق الرئيس الإكوادوري لينين مورينو تحولًا جذريًا في اقتصاد بلاده منذ توليه منصبه في مايو من العام 2017. كان الهدف من خطته زيادة مساهمة القطاع الخاص لا سيما في قطاع النفط. وافق صندوق النقد الدولي على اتفاق مع الإكوادور في مارس من العام 2019، اتفاقٌ سيوفر الدعم (10 مليارات دولار) للسياسات الاقتصادية للحكومة الإكوادورية على مدار ثلاث سنوات (خطة الازدهار 2018-2021).
جاءت الإكوادور في المركز 104 في مؤشر الابتكار العالمي عام 2023. وتراجعت للمركز 105 وفق مؤشر عام 2024.

## الاقتصاد 1998 – 2006
تُوِّج الأداء الاقتصادي المتدهور في 1997–1998 بأزمة مالية حادة عام 1999. سبق الأزمة عدد من الصدمات الخارجية، ومنها ظاهرة إل نينيو الجوية عام 1997 والانخفاض الحاد في أسعار النفط العالمية خلال عامي 1997-1998، إضافة لعدم استقرار الأسواق الناشئة خلال 1997-1998. سلطت هذه العوامل الضوء على السياسة الاقتصادية غير المستدامة لحكومة الإكوادور من العجز المالي الكبير والسياسات النقدية التوسعية التي أسفرت عن انكماش بنسبة 7.3% للناتج المحلي الإجمالي، وبلغ معدل التضخم السنوي 52.2%، وانخفضت قيمة العملة الوطنية بنسبة 65% عام 1999.
في 9 يناير من العام 2000، أعلنت إدارة الرئيس جميل معوض (لبناني الاصل) عن نيتها اعتماد الدولار الأمريكي عملة رسمية للإكوادور لمعالجة الأزمة الاقتصادية المستمرة. أدت الاحتجاجات اللاحقة إلى انقلاب عام 2000 كانت نتيجته إقالة معوض من منصبه وترقية نائب الرئيس جوستافو نوبوا إلى الرئاسة.
أكدت حكومة نوبوا التزامها بالتحويل إلى الدولار باعتباره الركيزة الأساسية لاستراتيجيتها للتعافي الاقتصادي، فأكملت بنجاح عملية الانتقال من العملة المحلية إلى الدولار عام 2001. بعد الانتهاء من برنامج احتياطي مدته عام واحد مع صندوق النقد الدولي في ديسمبر من العام 2001، نجحت الإكوادور بالتفاوض على اتفاق جديد بقيمة 205 ملايين دولار مع صندوق النقد الدولي في مارس 2003.
بعد ارتفاع أسعار النفط، شهد الاقتصاد الإكوادوري انتعاشًا متواضعًا في الفترة 2000-2001، فارتفع الناتج المحلي الإجمالي بنسبة 2.3% عام 2000 و 5.4% عام 2001. استقر نمو الناتج المحلي الإجمالي على 3.3% عام 2002. على الرغم من المكاسب الأخيرة، يعيش 40% من السكان تحت خط الفقر، أي أكثر من ضعف المعدل الموجود منذ خمس سنوات.

## التطوير الحالي للبنى التحتية
واجه القطاع الصناعي صعوبة هائلة في النمو كثيرًا. كانت المشكلة الرئيسية في القطاع الصناعي هي العجز بالطاقة، وهو ما تعاملت معه الحكومة بتحسين الأداء في محطات الطاقة المائية الحالية وإنشاء محطات جديدة. تضمنت هذه المشروعات التفاوض بشأن محطة كوكاكودو المائية. ستقدم حوافز للتمويل والتعرفات الجمركية وغيرها، والتي تهدف إلى إفادة مجالات السياحة وإنتاج الأغذية والطاقة المتجددة والبديلة والطاقة الحيوية والمنتجات الصيدلانية والكيميائية والطب الحيوي وبعض الصناعات والخدمات الأخرى، كما يزيد خط النقل بقدرة 500 كيلو فولت من قوة الشبكة الوطنية وتجارة الكهرباء مع بيرو وكولومبيا.
يعد اقتصاد الإكوادور ثامن أكبر اقتصاد في أمريكا اللاتينية، وقد حقق معدل نمو يبلغ 4.6% سنويًا بين عامي 2000 و 2006. في يناير من العام 2009، حدد بنك الإكوادور المركزي توقعات النمو لعام 2010 عند 6.88%. تضاعف الناتج المحلي الإجمالي بين عامي 1999 و 2007 ليبلغ 65490 مليون دولار وفقا للمصرف المركزي الإكوادوري. كان معدل التضخم حتى يناير 2008 يبلغ 1.14% تقريبًا، وهو أعلى مستوى مسجل ذلك العام، وفقًا للحكومة. ظل معدل البطالة الشهري عند حوالي 6 و 8% من ديسمبر 2007 حتى سبتمبر 2008، لكنه ارتفع إلى حوالي 9% في أكتوبر وانخفض مرة أخرى في نوفمبر 2008 إلى 8%. هناك ما يقدر بنحو 9 ملايين إكوادوري يمتلكون وظيفة وحوالي 1.01 مليون نسمة يعانون من البطالة. عام 1998، كان أغنى 10% من السكان يحصلون على 42.5% من الدخل، في حين أن أفقر 10% يحققون 0.6% فقط من الدخل. كانت معدلات الفقر أعلى بين الإكوادوريين من السكان الأصليين وأولئك المنحدرين من أصل أفريقي وسكان الأرياف. خلال نفس العام، ذهب 7.6% من الإنفاق الصحي إلى 20% من الفقراء، بينما حصل 20% من السكان الأغنياء على 38.1% منها. انخفض معدل الفقر المدقع كثيرًا بين عامي 1999 و 2010. عام 2001، عاش 40% من السكان تحت خط الفقر، في حين أن الرقم انخفض بحلول عام 2011 إلى 17.4% من مجموع السكان. يمكن أن نعزي هذا التطور إلى حد كبير للهجرة والاستقرار الاقتصادي الذي تحقق بعد اعتماد الدولار الأمريكي عملة رسمية للمعاملات. كانت معدلات الفقر أعلى بالنسبة للشعوب الأصلية والمنحدرين من أصل أفريقي وسكان المناطق الريفية، حيث وصلت إلى 44% من السكان الأصليين.
يمثل النفط 40% من صادرات الإكوادور ويساهم في الحفاظ على ميزان تجاري إيجابي. منذ أواخر الستينيات، نجح استخراج النفط بزيادة الإنتاج والاحتياطيات بنحو 4.036 مليون برميل.
حقق الميزان التجاري لشهر أغسطس 2012 فائضا قدره حوالي 390 مليون دولار للأشهر الستة الأولى من عام 2012، وهو رقم ضخم مقارنةً بعام 2007، حين بلغ 5.7 مليون دولار فقط. ارتفع الفائض بنحو 425 مليون مقارنة بعام 2006. يرجع السبب إلى حقيقة أن الواردات نمت أسرع من الصادرات خلال تلك الفترة. حقق الميزان التجاري النفطي فائضًا بلغ 3.295 مليون دولار عام 2008، في حين حقق الميزان التجاري غير النفطي عجزًا بلغ 2.842 مليون دولار. الميزان التجاري مع الولايات المتحدة وتشيلي والاتحاد الأوروبي وبوليفيا وبيرو والبرازيل والمكسيك إيجابي، بينما هو سلبي مع الأرجنتين وكولومبيا وآسيا.